# Militaire vervanging

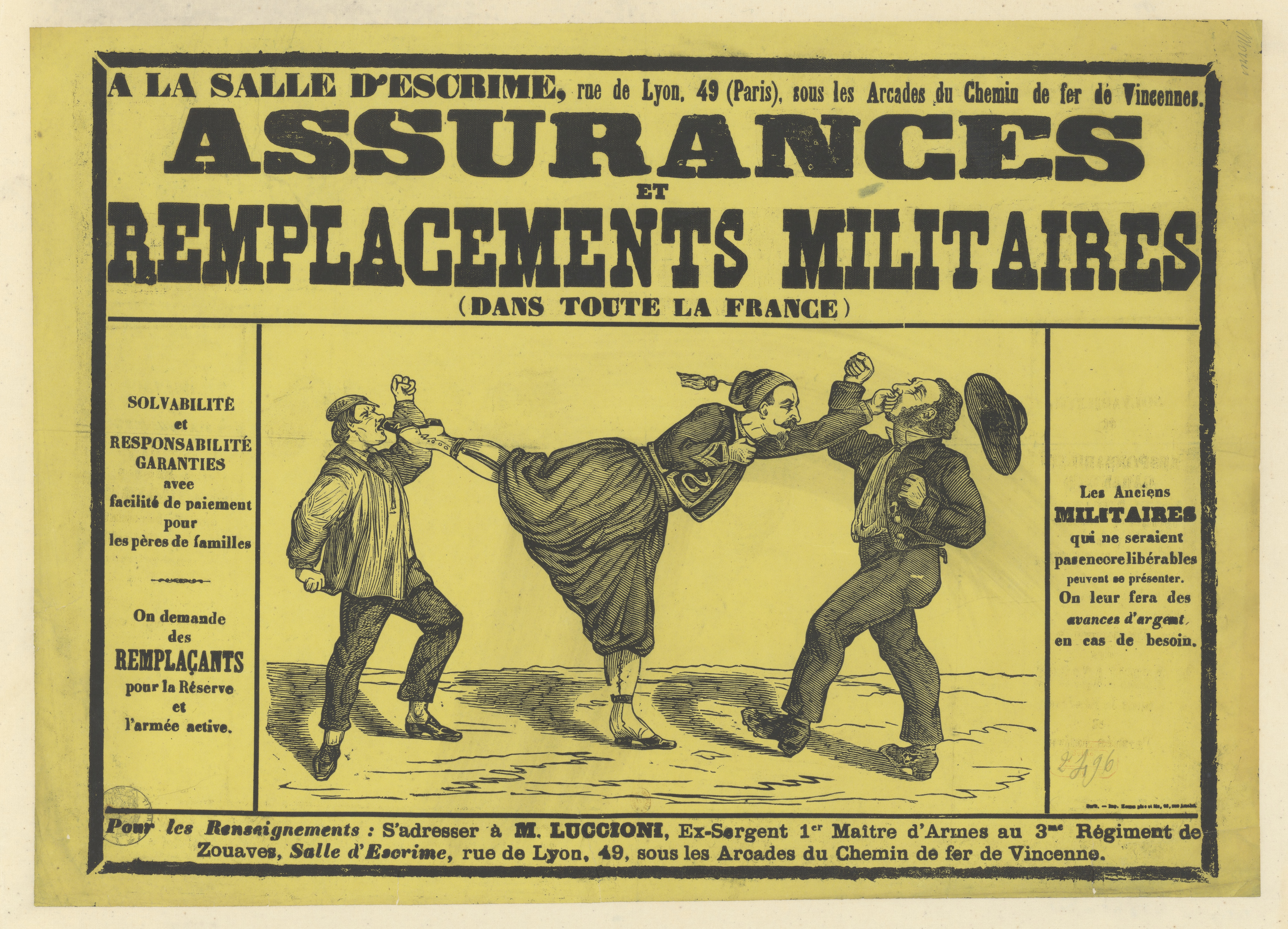
Franse oproep uit midden 19e eeuw voor militaire vervangers.

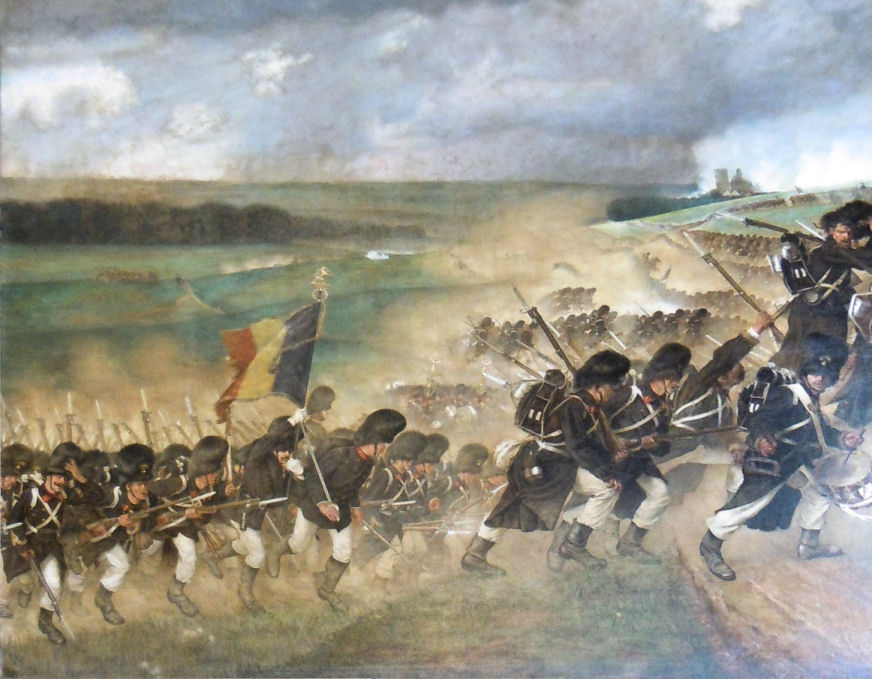
De meerderheid van de niet-professionele soldaten in het Belgische leger van de 19e eeuw werd geselecteerd volgens het vervangingssysteem.

Militaire vervanging is de naam van een militair dienstplichtbeleid in Frankrijk en België in de 19e eeuw.
In dit systeem worden tijdens een door de autoriteiten publiekelijk georganiseerde loting de namen getrokken van degenen die militaire dienst zullen moeten vervullen. Maar de door het lot gekozen rijke burgers gaven er de voorkeur aan hun eigen zaken te beheren en iemand anders (een arme boer bijvoorbeeld) te betalen om in hun plaats te dienen.
In België werd dit systeem in 1913 afgeschaft en vervangen door persoonlijke militaire dienst, een vorm van algemene dienstplicht.

## Geschiedenis

### Beleid
Het Belgische leger vertrouwde op vrijwillige beroepsmilitairen, maar vanaf 1902 ook op loting om zijn aantal constant te houden. Tijdens een door de autoriteiten publiekelijk georganiseerde loting werden de namen getrokken van degenen die militaire dienst zullen moeten vervullen.
De verplichting is zwaar: De slechte aantallen (de gevallenen), moeten het leger vier jaar dienen in de artillerie of de cavalerie, of tweeëntwintig maanden in de infanterie. Maar de door het lot gekozen rijke burgers gaven er de voorkeur aan hun zaken te regelen en een vervanger te betalen om in hun plaats te dienen.
In Henegouwen boden sommigen zichzelf aan als vervangers, vooral mijnwerkers die vonden dat het leven van een soldaat minder zwaar was dan werken in de kolenmijnen, omdat ze in het leger huisvesting, maaltijd, kleding, opleiding en soldij kregen. Mensenhandelaars of agentschappen waren verantwoordelijk voor het vinden van vervangingen. Deze vervangers waren vaak mannen die hun eigen dienst hadden volbracht en karottentrekkers waren (in het leger een goede plaats hadden, een sinecure, zoals ordonnans, kok, klaroen, kantoorklerk, enz.), die dus meerdere termijnen maakten. Het kostte ongeveer 1.600 francs, een groot bedrag in die tijd; alleen rijkeluiszoontjes oftewel fils à papa konden een vervanger betalen .
Liberalen en katholieken pleitten voor vervanging als een middel om de aristocratische en burgerlijke klassen te bevoorrechten en waren verenigd in hun verdediging tegen de hervormers.

### Afschaffing
De Belgische reactie op de Frans-Pruisische oorlog van 1870-1871 benadrukte de tekortkomingen van het leger van het land om zijn grenzen te verdedigen. Het vervangingssysteem leek een anachronisme te zijn, dat een oneerlijk voorrecht vormde voor de rijken en de kwaliteit van legerrecruten aantastte. Met name Koning Leopold II wilde dat dit systeem werd afgeschaft en gebruikte zijn politieke invloed om parlementariërs te overtuigen de hervorming te steunen.
Generaal-majoor Guillaume, minister van Oorlog en voormalig aide-de-camp van de koning, drong er bij de regering op aan om het beleid van persoonlijke militaire dienst over te nemen, maar hij slaagde er niet in hen te overtuigen en hij nam ontslag uit het kabinet op 10 december 1872.
De twee belangrijkste politieke facties, liberalen en katholieken, waren verenigd in het handhaven van de vervanging. Alleen de Belgische Arbeiderspartij was voorstander van militaire dienst voor iedereen. De hervorming liet op zich wachten.
In 1909 werd het systeem uiteindelijk afgeschaft, om te worden vervangen door een systeem waarbij één zoon per gezin werd opgeroepen voor dienstplicht in het leger.
In 1913 slaagde koning Albert I er eindelijk in om het parlement een wet te laten goedkeuren die verplichte dienstplicht instelde voor alle volwassen mannen ouder dan 20 jaar.

## Cultuur
- De loteling is een Belgische dramafilm uit 1974 onder regie van Roland Verhavert. Het scenario is gebaseerd op de gelijknamige roman uit 1850 van Hendrik Conscience.